# 釉下彩

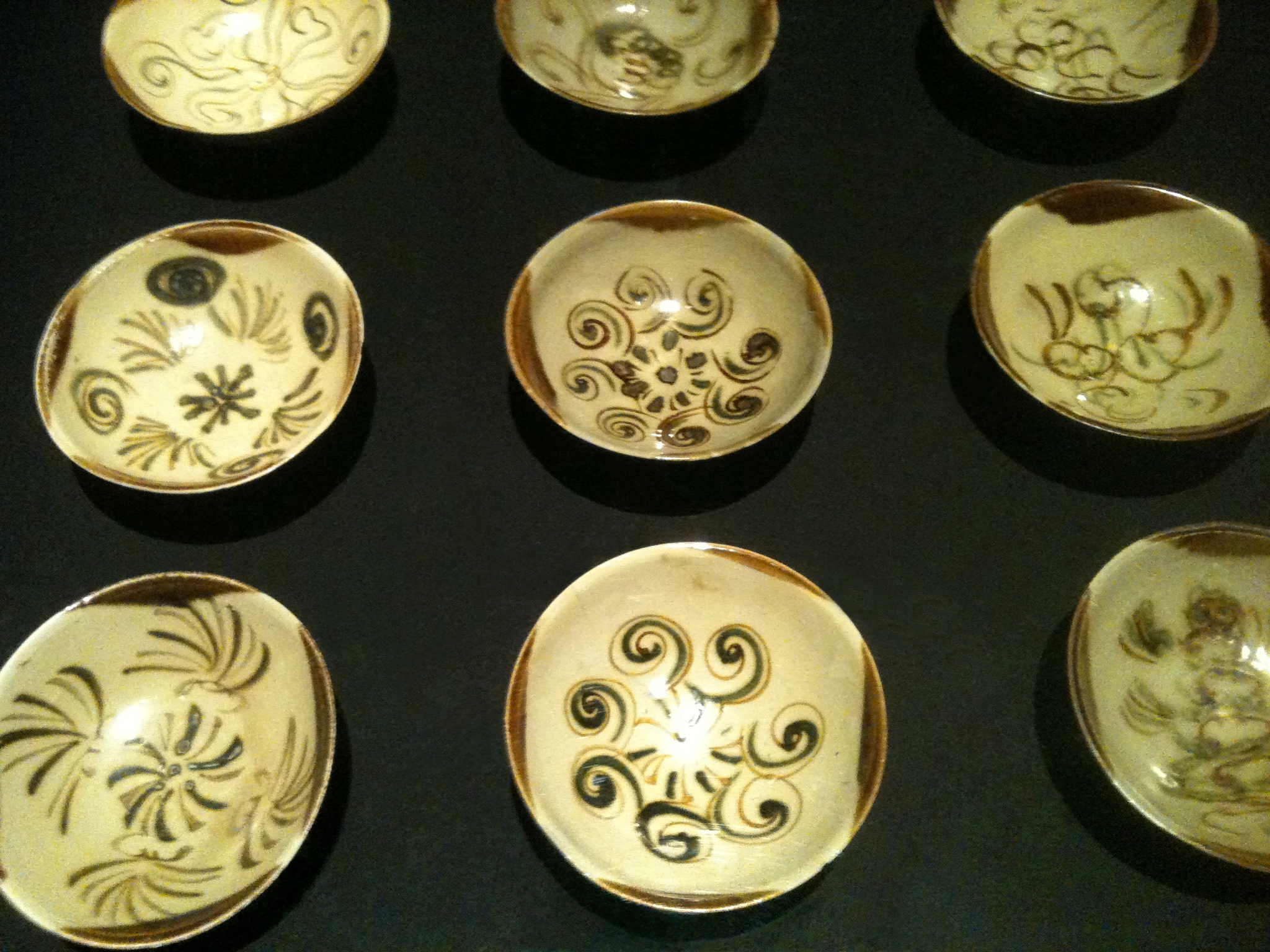
勿里洞唐代沉船出水的長沙窯釉下彩瓷碟，在海底歷經千年而毫無腐蝕變色

釉下彩，瓷器的一種主要裝飾工藝，也用來指代此類瓷器。20世紀40年代以前，景德鎮又稱釉下彩為「裡繪」。要先用色料在成型的坯胎上直接描繪紋飾，再外罩無色透明釉或青釉，最後入窯經高溫一次燒成。

## 產品優點
1. 彩繪紋樣被釉面保護，永不退色[1]。
2. 含有重金屬的彩料被釉面包裹，不會造成污染[1]。

## 工藝要求
釉下彩的燒成溫度一般在1200℃至1250℃左右才能達到應有的效果。所以釉下彩的著色劑需要足夠的耐火性，以適應高溫的煅燒。現代工業生產的釉下彩器物往往需要1400℃的高溫。